# Hergnies
Hergnies ist eine französische Stadt mit 4471 Einwohnern (Stand: 1. Januar 2022) im Département Nord in der Region Hauts-de-France. Sie gehört zum Arrondissement Valenciennes und zum Kanton Marly. Die Einwohner werden Hergnisiens genannt.

## Geografie
Die Stadt Hergnies liegt im Nordfranzösischen Kohlerevier am Rande des Regionalen Naturparks Scarpe-Schelde (französisch: Parc naturel régional Scarpe-Escaut) an der kanalisierten Schelde und an der Grenze zu Belgien, 13 Kilometer nördlich von Valenciennes. Hergnies wird umgeben von den Nachbargemeinden Péruwelz-Wiers (Belgien) im Norden, Vieux-Condé Osten, Odomez im Süden, Bruille-Saint-Amand im Südwesten und Westen sowie Flines-lès-Mortagne im Nordwesten.

## Bevölkerungsentwicklung
| Jahr                       | 1962 | 1968 | 1975 | 1982 | 1990 | 1999 | 2006 | 2012 | 2020 |
| Einwohner                  | 3522 | 3568 | 3389 | 3300 | 3696 | 3849 | 4182 | 4335 | 4465 |
| Quellen: Cassini und INSEE |      |      |      |      |      |      |      |      |      |

## Sehenswürdigkeiten

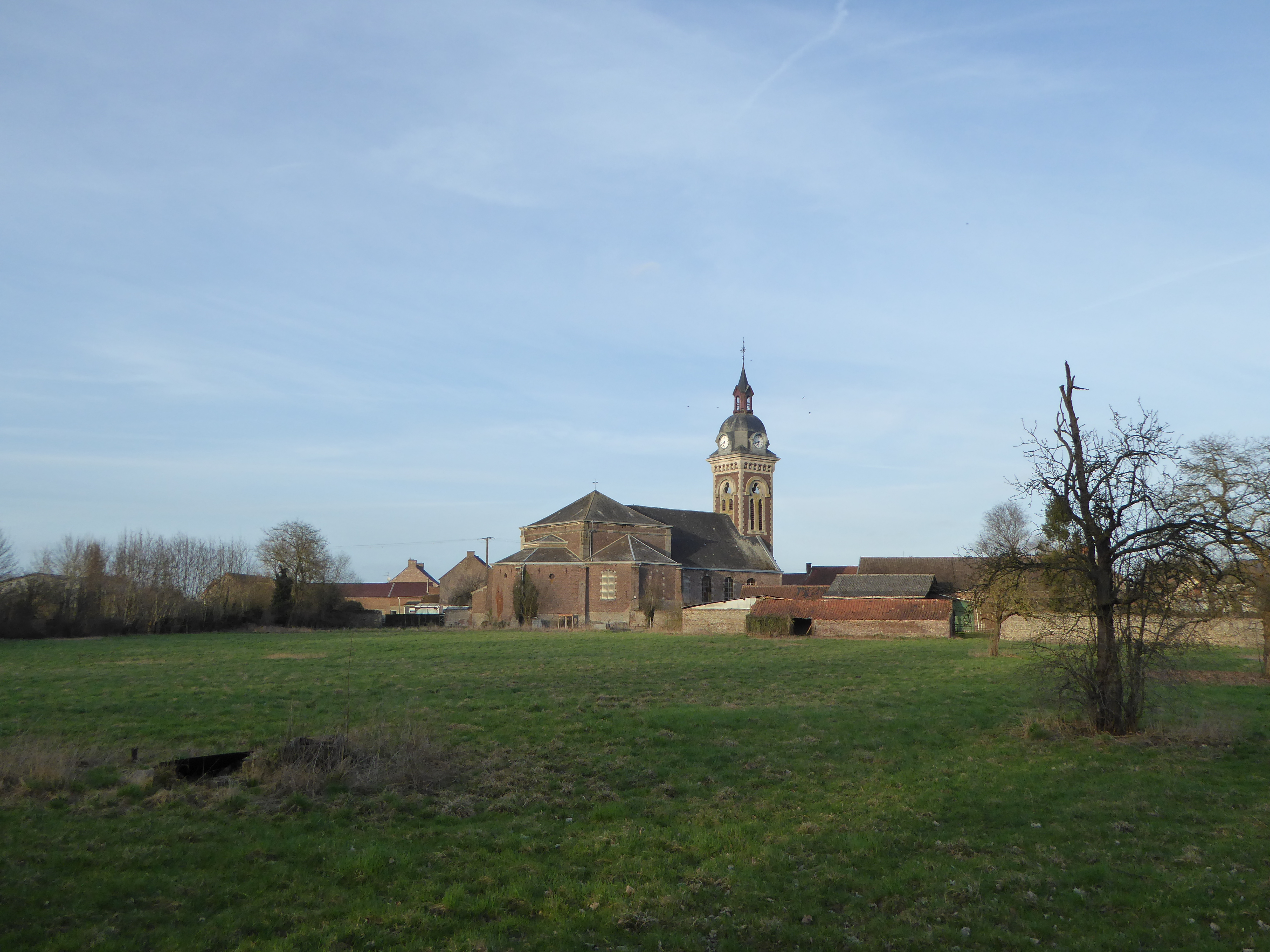
Kirche Saint-Amand
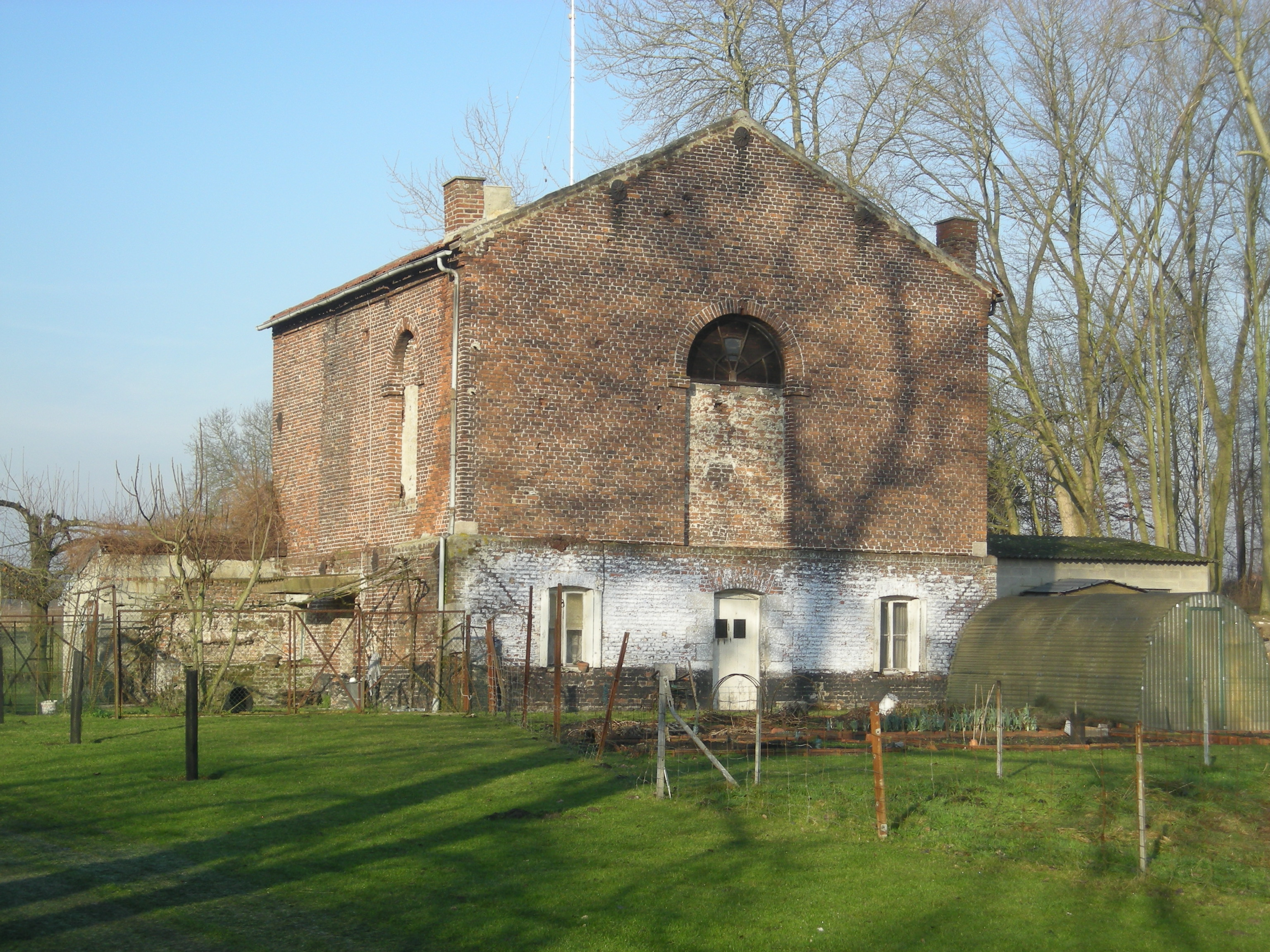
Standort der ehemaligen Kohlezeche „Sophie“

- Kirche Saint-Amand
- Standort der ehemaligen Kohlezeche „Sophie“

## Persönlichkeiten
- André Stil (1921–2004), Schriftsteller

## Trivia
Hergnies ist auch die Bezeichnung einer Hühnerrasse aus der Region um Hergnies.